# 幻影貓
幻影貓（英語：Shadowcat），本名凱薩琳·安妮·凱蒂·普萊德（Katherine Anne "Kitty" Pryde），是出現在漫威漫畫出版物中的超級英雄虛構人物。首次出現於《神奇的X戰警》（Uncanny X-Men）第129期（1980年一月），由克里斯 克萊爾蒙特創造，約翰·布萊恩所繪製。

## 能力
幻影貓能改變自己的身體密度好讓自己能穿越任何物體，也可以讓接觸到自己的物體一起穿透，甚至能穿越時間，也能利用穿越破壞電子儀器、吸收能量衝擊波和攻擊，當她在穿越物體時，可以對心靈攻擊免疫，並可以飄浮在空氣中。另外，幻影貓還是個電腦科技和計算天才，是技術熟練的程式設計師和駭客，熟悉操作多種系統，能在任何電腦系統上編程、修改及診斷。在漫畫中，她的這項技能幫助她在很多場合出盡風頭，成為敵人最頭疼的一個X戰警。能說流利的英語、日语、俄语、外星Shi'ar语言，中等程度的希伯來語、德語、蓋爾語，擅長武士道、空手道、合氣道和以色列軍警格鬥術。能夠精確的駕駛活塞式和噴射機和外星交通工具。

## 經歷
猶太人後裔，當她發現自己的異變能力後，就加入了X-Men學校，她的能力可讓自己身體或她觸碰的東西穿越任何物件。在Earth-616(主線宇宙)中與鋼人為戀人，後來接受星爵的求婚，結為夫妻。後來星爵被宣布為Spartax的皇帝時，她也成為了Spartax王國的第一夫人。	於電影版中則對冰人有好感。在終極宇宙中，和蜘蛛人交往。
曾被Ogun所控制，成為一個刺客，並被派去襲擊金鋼狼，但因其反抗控制而未能成功，並因此和金鋼狼成為師徒關係。在Mutant Massacre事件中，受到嚴重創傷，力量失去控制，無法維持實體的狀態，直到神奇先生幫助下才得以復原。

## 其他媒體

### 電影
- X戰警電影系列
  - 《X戰警》（2000年），由Sumela Kay飾演。
  - 《X戰警2》（2003年），由Katie Stuart飾演。
  - 《X戰警：最後戰役》（2006年），由艾倫·佩姬飾演。在最後戰役中，其與尚恩·艾希摩（Shawn Ashmore）所飾的冰人有段曖昧情誼。後於戰役中，因接觸水蛭（英语：Leech (comics)）而暫時失去能力。
  - 《X戰警：未來昔日》（2014年），同樣由艾倫·佩姬飾演。於未來的時空利用能力讓金鋼狼回到1973年(把人的心智轉移到過去時點的本人身上，所以會是過去的人有未來的記憶。然一旦能力中斷，過去的本人不會擁有被未來心智操控的記憶。此外，傳送回愈久以前的時點，則會對該人心智影響愈大；X教授無法承受，因而派能不斷復原的金鋼狼擔此重任。)，扭轉變種人被屠殺殆盡的命運。途中因金鋼狼看到史崔克而勾起模糊回憶，導致未來的他情緒不穩，結果幻影貓被刺傷，苦撐施力讓金鋼狼繼續在過去改寫歷史。之後金鋼狼改變歷史走向，金鋼狼返回未來時空後，見到在學院中教授建築學的幻影貓。

### 電視
- 《Spider-Man and His Amazing Friends》 （1981年-1983年），客串角色。配音員為Sally Julian。
- 《X-Men: Pryde of the X-Men》（1989年），為X戰警的新成員，起初害怕長得像惡魔的夜行者，但後來與夜行者打敗了萬磁王，成為了好朋友。配音員為Kath Soucie。
- 《X戰警：進化》（2000年-2003年），為主要角色之一。配音員為Maggie Blue O'Hara。
- 《Wolverine and the X-Men》（2009年），為X戰警最年輕的隊員，和冰人有曖昧關係。配音員為Danielle Judovits。
- 《The Super Hero Squad Show》（2009年-2011年），出現於動畫的"And Lo...A Pilot Shall Come."和 "Mysterious Mayhem at Mutant Academy"之中。

### 遊戲
- 《漫威：未來之戰》：手機遊戲，凱蒂·普萊德是玩家可使用角色之一。

## 獎項
幻影貓在IGN的超級英雄票選中被選為第47名最受喜歡的角色以及IGN的最頂尖X战警第三名 （页面存档备份，存于）
Wizard雜誌將她選為200最偉大的漫畫人物第13名，並贏過所有女性漫畫角色。在marvel.com最偉大的X战警排名中，幻影貓排名在前50X战警的首位。

## 外部連結
- Kitty Pryde at Marvel.com （页面存档备份，存于）
- UncannyXmen.net, Spotlight feature on Shadowcat
- 中的“幻影貓”